# 尾斑安彥鰍
尾斑安彥鰍為輻鰭魚綱鯉形目沙鰍科的其中一種，為熱帶淡水魚，分布於亞洲泰國、寮國的湄公河流域，體長可達9公分，棲息在底層水域，生活習性不明。

## 扩展阅读
維基物種上的相關：尾斑安彥鰍